# Leningradsymfonin
Leningradsymfonin, eller "Dedicerad till staden Leningrad", är Dmitrij Sjostakovitjs symfoni No.7 i C-dur op.60. Symfonin skrevs 1941 och första uppförandet skedde 5 mars 1942 i Kujbysjev, nuvarande Samara, där Sjostakovitj var evakuerad, och 20 mars i Moskva. Leningradsymfonins partitur flögs runt halva jorden (som mikrofilm) mitt under brinnande krig, för att ges premiär nästan samtidigt även hos de allierade - i London den 29 juni av Henry Wood, i USA den 19 juli av Arturo Toscanini i NBC-sändning och 14 augusti av Sergej Kusevitskij i Massachusetts. Det mest anmärkningsvärda uppförandet var i det belägrade Leningrad den 9 augusti där man skrapade ihop en symfoniorkester av 40-50 överlevande. Konserten sändes dessutom över högtalare till de tyska trupperna vid frontlinjen.
Sjostakovitj belönades med Stalinpriset av första kategorin för symfonin.